# Lijst van voetbalinterlands Anguilla - Curaçao (vrouwen)
Deze lijst van voetbalinterlands is een overzicht van alle officiële voetbalinterlands tussen de nationale vrouwenteams van Anguilla en Curaçao. De landen hebben tot nu toe twee keer tegen elkaar gespeeld. 

## Wedstrijden
| № | Plaats     | Datum            | Competitie                            | Wedstrijd          | Uitslag |
| - | ---------- | ---------------- | ------------------------------------- | ------------------ | ------- |
| 1 | Willemstad | 30 oktober 2023  | CONCACAF W Gold Cup 2024 kwalificatie | Curaçao − Anguilla | 5 − 2   |
| 2 | The Valley | 30 november 2023 | CONCACAF W Gold Cup 2024 kwalificatie | Anguilla − Curaçao | 1 − 5   |

## Samenvatting
| Competitie                       | Totaal gespeeld | Winst Anguilla | Gelijk | Winst Curaçao | Doelsaldo Anguilla – Curaçao |
| -------------------------------- | --------------- | -------------- | ------ | ------------- | ---------------------------- |
| CONCACAF W Gold Cup kwalificatie | 2               | 0              | 0      | 2             | 3 − 10                       |
| Totaal                           | 2               | 0              | 0      | 2             | 3 − 10                       |

AFA · A-internationals · Anguillaans mannenelftal
· 2004 – 2009 · 2010 – 2019 · 2020 – 2029
Amerikaanse Maagdeneilanden ·
Antigua en Barbuda ·
Aruba ·
Barbados · 
Britse Maagdeneilanden ·
Cuba ·
Curaçao ·
Dominicaanse Republiek ·
Grenada ·
Kaaimaneilanden ·
Mexico ·
Puerto Rico ·
Saint Kitts en Nevis ·
Suriname